# Ottavio Nouvelli
Ottavio Nouvelli (1856 - 1901) fou un tenor italià. Va debutar a Torí el 1877. Va fer una excel·lent carrera internacional. La Temporada 1878-1879 va cantar al Gran Teatre del Liceu de Barcelona.